# Vår tid
Vår tid (spanska: Nuestros Tiempos) är en mexikansk dramafilm om hade premiär på Netflix den 11 juni 2025. Filmen är regisserad av Chava Cartas efter ett manus skrivet av Juan Carlos Garzón och Angélica Gudiño.

## Handling
Filmen handlar om det gifta paret Nora och Héctor som gör en vetenskaplig upptäckt vilket gör att de kan resa i tiden, från 1966 till 2025. Héctor får kämpa, medan Nora stortrivs.

## Rollista (i urval)
- Lucero - Nora
- Benny Ibarra - Héctor
- Renata Vaca - Alondra
- Ofelia Medina - Julia